# La tartaruga rossa
La tartaruga rossa (La Tortue rouge) è un film d'animazione del 2016 diretto da Michaël Dudok de Wit. Il film è una coproduzione tra diverse società situate in Francia, Belgio e Giappone ed è privo di dialoghi.
La pellicola partecipa in concorso al Festival di Cannes 2016 nella sezione Un Certain Regard.

## Trama
Dopo un naufragio su un'isola tropicale popolata solamente da granchi ed uccelli esotici, un uomo si trova a combattere per la sopravvivenza. Tenta più volte di fuggire dall'isola con una zattera da lui costruita, ma tutte le volte è ostacolato da una creatura sottomarina, una grande tartaruga rossa.
Quando finalmente l'uomo ha il sopravvento sulla tartaruga, che è abbandonata sulla spiaggia a morire, compare sull'isola una donna misteriosa. L'uomo e la ragazza iniziano una vita tranquilla allietata dopo breve tempo dalla nascita di un figlio.
Passano gli anni e quando il ragazzo è ormai adolescente, sull'isola si abbatte uno tsunami che distrugge gran parte della vegetazione. La madre si salva anche se ferita ad una gamba, ma il padre è trascinato al largo dalle acque ed è solo con l'aiuto di suo figlio, a sua volta aiutato da tre grandi tartarughe, che riesce a raggiungere a fatica l'isola.
Passano ancora alcuni anni e il ragazzo, ormai diventato adulto, saluta i genitori e abbandona l'isola, accompagnato sempre dalle tre grandi tartarughe. L'uomo e la donna restano quindi di nuovo soli sulla loro isola. Altri anni passano e i loro capelli, da scuri diventano grigi e poi bianchi, fino a che una mattina l'uomo non si risveglia più dal suo sonno. Dopo aver salutato per l'ultima volta il compagno di una vita, la grande tartaruga rossa, in cui si è di nuovo trasformata la donna, si avvia lentamente verso il mare da cui era venuta.

## Riconoscimenti
- 2016 – Festival di Cannes
  - Premio speciale Un certain regard[3]
- 2017 – Premi Oscar
  - Candidatura per Miglior film d'animazione - Michaël Dudok de Wit e Toshio Suzuki
- 2017 – Premio Magritte
  - Miglior film straniero in coproduzione
  - Candidatura per il miglior sonoro
- 2017 – Annie Awards
  - Miglior film d’animazione Indipendente
- 2020 – Pulcinella Award
  - Miglior film d’animazione

## Distribuzione
Le date di uscita internazionali sono state:
- 29 giugno 2016 in Francia
- 7 luglio 2016 nei Paesi Bassi
- 17 settembre 2016 in Giappone
- 25 dicembre 2016 in Grecia
- 12 gennaio 2017 in Ungheria
- 20 gennaio 2017 negli USA
- 23 febbraio 2017 in Russia
- 27 marzo 2017 in Italia
- 26 maggio 2017 nel Regno Unito